# Palazzo Gio Battista Centurione
Il palazzo Gio Battista Centurione, anche detto Palazzo Centurione Cambiaso o Palazzo Andrea Pitto, è un edificio storico italiano, sito in piazza Fossatello 3, nel centro storico di Genova. È uno dei Palazzi dei Rolli che furono designati, al tempo della Repubblica di Genova, a ospitare gli ospiti di alto rango durante le visite di stato per conto del governo genovese.
L'edificio è fra i 42 palazzi dei rolli selezionati e dichiarati Patrimonio dell'umanità dall'UNESCO il 13 luglio 2006.

## Storia
Battista Centurione iniziò i lavori nel 1611 sull'area di case di Adamo Centurione, banchiere armatore e suocero del celebre ammiraglio di Oneglia Andrea Doria. La progettazione, nonostante una prima attribuzione a Gaspare della Corte, si dovette all'architetto Battista Cantone e poi al figlio Filippo Cantone, che realizzarono la nuova opera rettificando, a spese del suolo pubblico, i lotti precedenti.
Iscritto nei rolli di Genova del 1664, rimase alla famiglia Centurione fino al XVIII secolo. Nel 1798 risultava intestato ai Saluzzo-Brignole, mentre nel 1874 venne acquistato dalla famiglia dei Cambiaso.
Nel 2004 fu acquistato da una società di spedizioni.

## Descrizione
Conserva la facciata del XVII secolo pubblicata nella edizione rubensiana. Sul portale è presente un cartiglio con l'iscrizione "SIC NOS NON NOBIS". Originale anche lo scalone voltato, con intonaco "infrascato" alle pareti, che prosegue fino al II piano nobile.
I saloni dei piani nobili conservano ancora affreschi di Domenico Piola, Bacco e Arianna, Gregorio De Ferrari, Trionfo della Liguria, di Bartolomeo Guidobono, Carro di Giunone, Metamorfosi, Venere e Adone, e di Giovanni Battista Semino (Le quattro stagioni).

## Galleria d'immagini

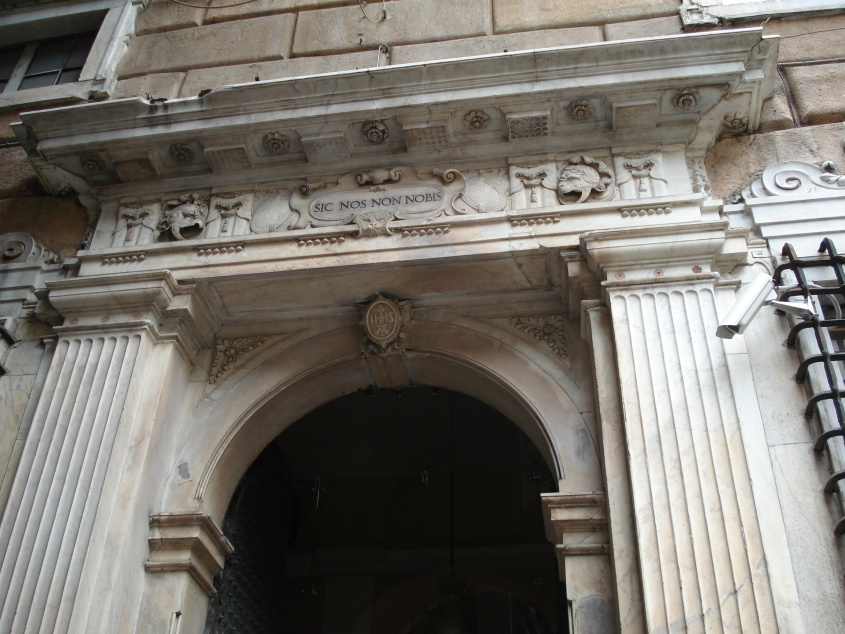
Particolare del portale
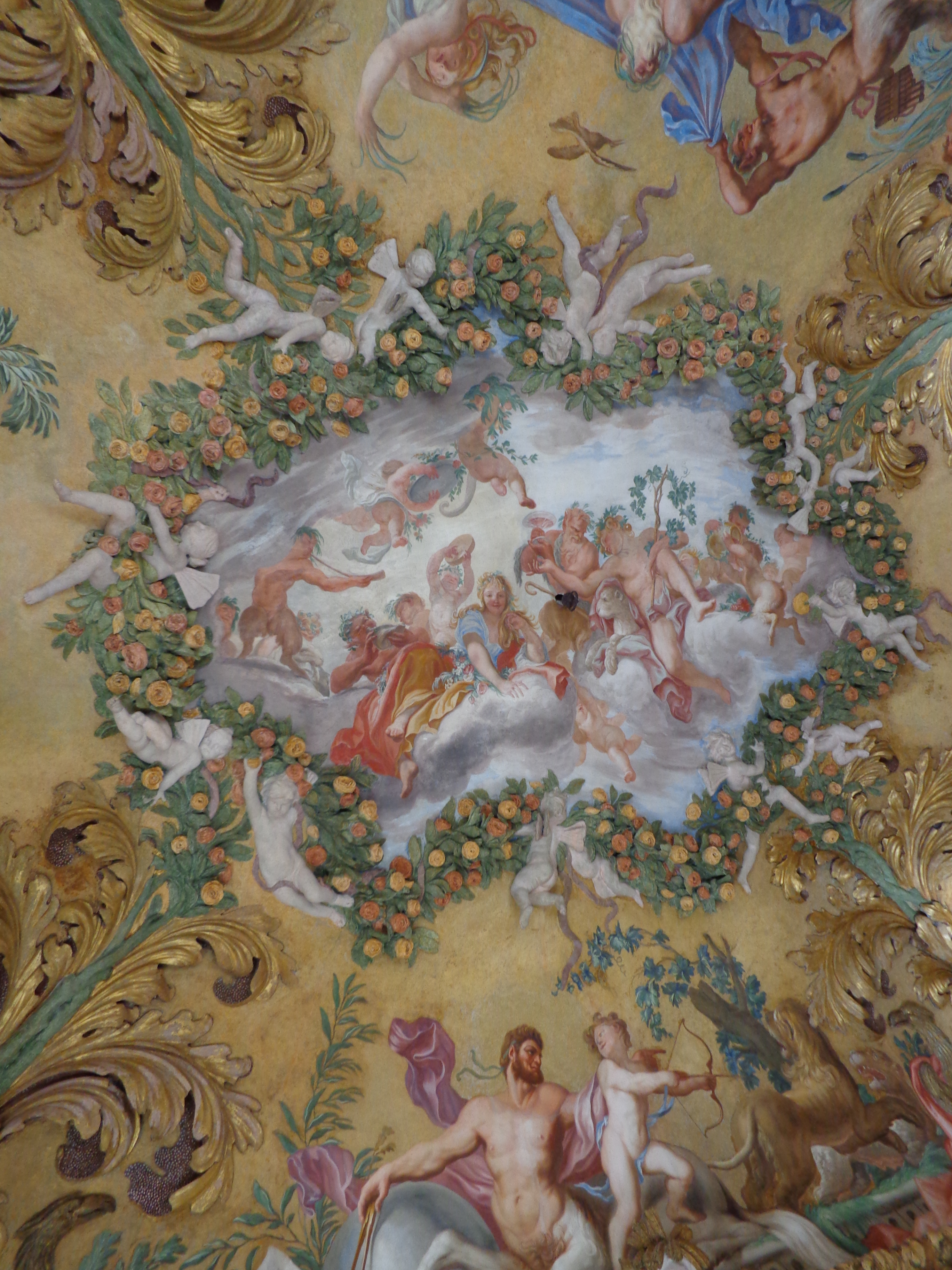
Un soffitto di un salone
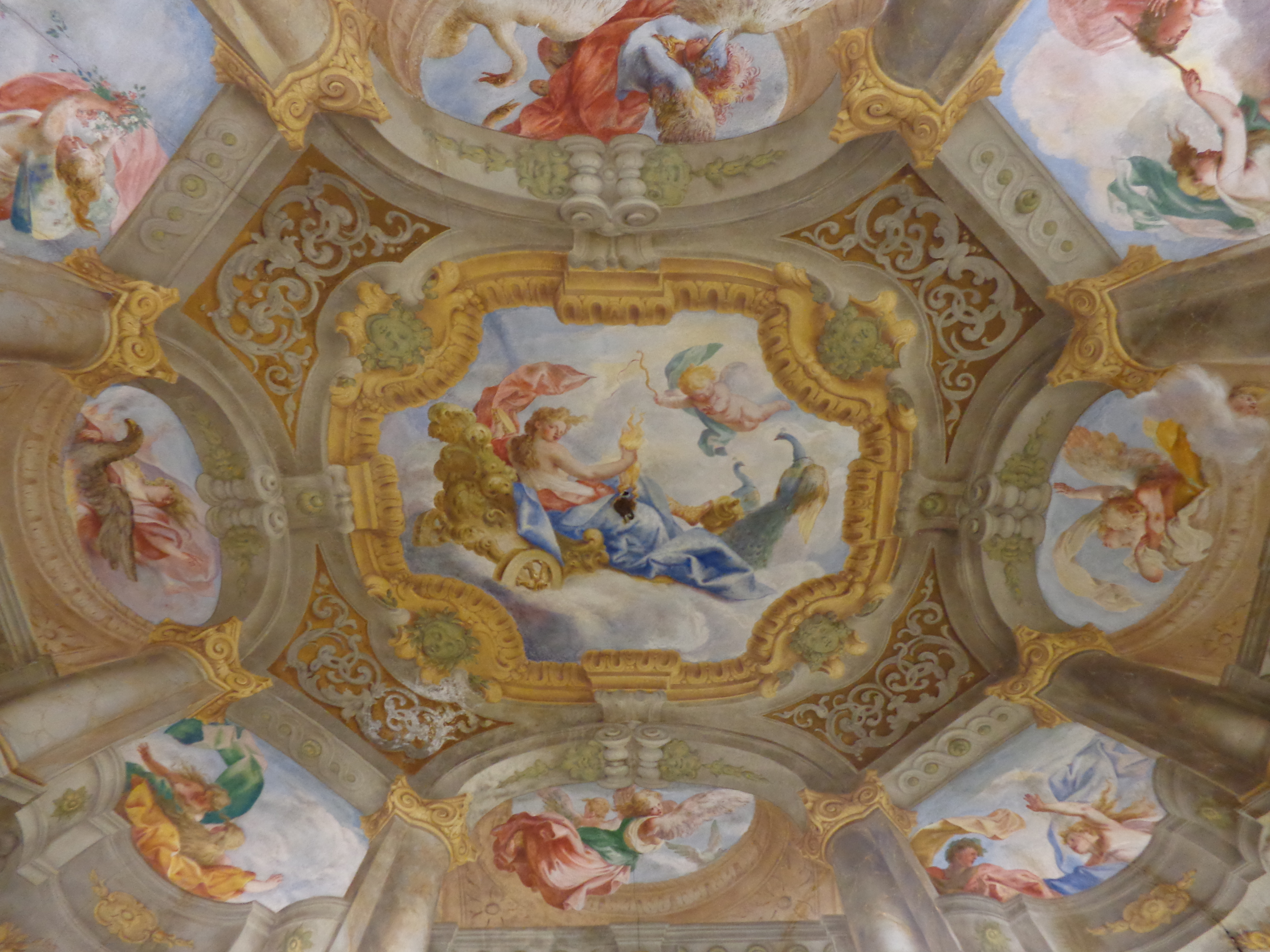
Il soffitto di un salone
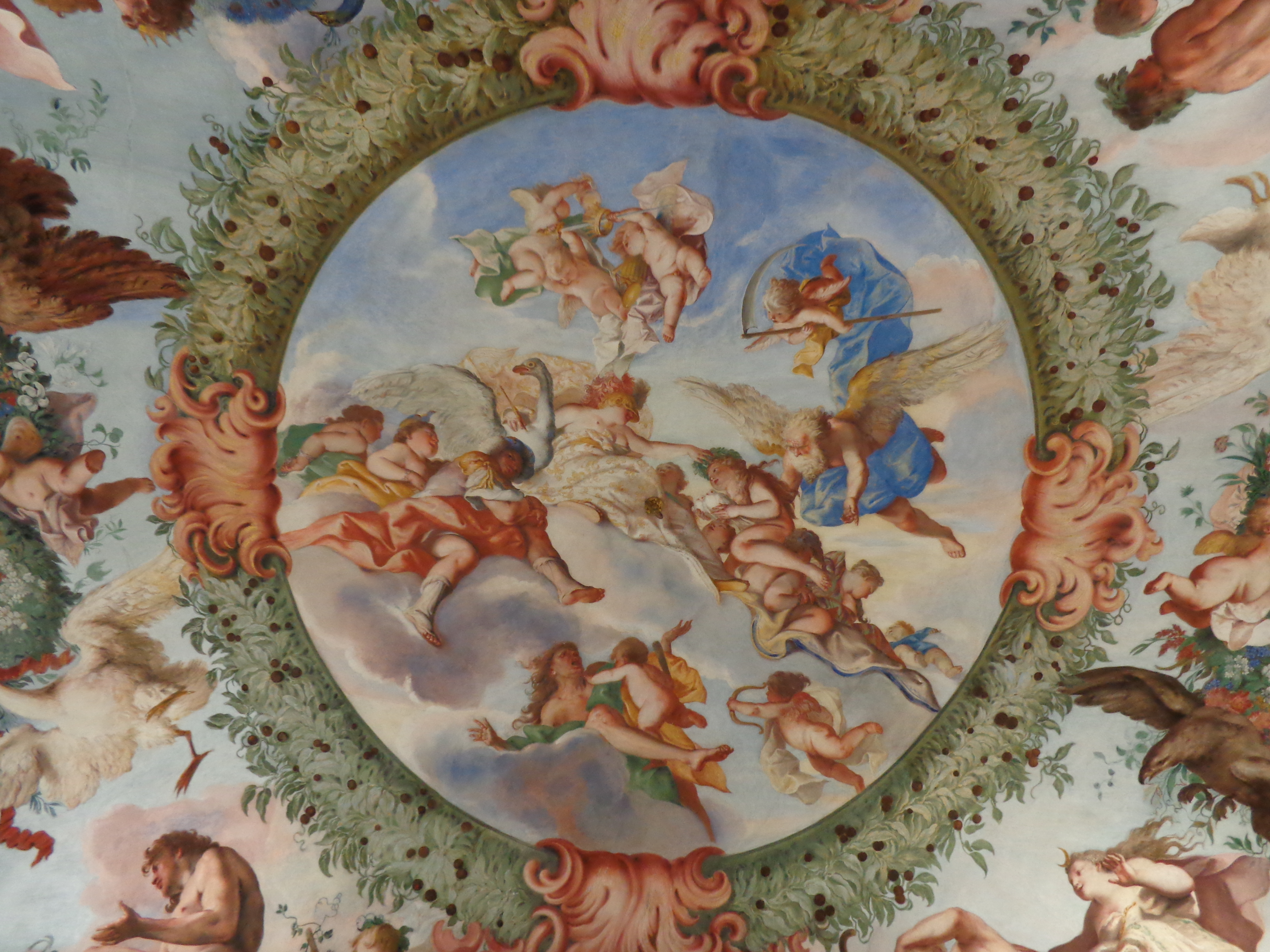
Particolare del soffitto della galleria